# ランブリングフィッシュ
『ランブリングフィッシュ』は、2006年7月2日から同年9月24日まで京都放送で放送されていたハイビジョン放送対応のテレビドラマ。全十二話。脚本、監督は林正明。

## あらすじ
IT企業のエリート社員である青木哲郎（原田篤）は、大学時代から交際していた岡嶋泰子（大谷允保）に結婚を申し込もうとするが、中々タイミングが掴めない。仕事と恋愛の狭間で揺れる哲郎。全てが中途半端に感じた哲郎は、妥協と諦めの日々を捨て、決して諦めない人生を歩もうと決意する。そんな哲郎が選んだ職業は、なんと漁師だった。哲郎の意外な選択の結果は？そして泰子との恋の行方は？
ドラマ名の「ランブリングフィッシュ」は「ランブルフィッシュ」が元となっており、闘魚を意味する。熱帯魚のベタの別名。

## キャスト
- 青木哲郎：原田篤
- 岡嶋泰子：大谷允保
- 田中和弘：蒲生純一
- 橋本美幸：南奈央
- 中野剛：小磯龍哉
- 神崎優子：二宮歩美
- 水原万里：柳野玲子

※特別出演は葛山信吾

## スタッフ
- 脚本・監督：林正明
- 音楽：竹間淳一、松岡ヨシミ
- 制作協力：アスタリスク、MC2ソリューションズ
- 製作：ランブリングフィッシュ製作委員会

### 主題歌
- OP：THEイナズマ戦隊「青春18ストローク」
- ED：諫山実生「あなたに贈る詩」

## ネット局
- 京都放送（日曜日22:00 - 22:30）
- テレビ神奈川
- 三重テレビ放送